# Soslan Džanajev (judista, 1987)
Soslan Džanajev (Džanajty) (* 25. prosince 1987) je bývalý ruský zápasník – judista osetské národnosti, který v letech 2007-2008 reprezentoval Kazachstán.

## Sportovní kariéra
Je rodákem z Jihoosetské autonomní oblasti z obce Dmenisi. V 90. letech dvacátého století se s rodinou přesunul do Severní Osetie-Alanie do Vladikavkazu. Zápasení se věnoval od útlého dětství. Ve 13 letech se dostal do sambo-judistické tréninkové skupiny Alika Bekuzarova. Od roku 2004 byl dvorním sparingpartnerem ruské reprezentační jedničky v judu Tamerlana Tmenova.
V roce 2007 se překvapivě objevil na mistrovství světa v těžké váze nad 100 kg v brazilském Riu jako reprezentant Kazachstánu s naději startu na olympijských hrách v Pekingu v roce 2008. Jak se později ukázalo bez svolení ruské strany, která stále financovala jeho přípravu. Kazachstán ho však odmítl vyplatit a tím přišel o možnost startovat na olympijských hrách. Místo čekání v dvouleté sportovní karanténě se vrátil do ruské reprezentace. Od roku 2010 si nezvykl na nová judistická pravidla a kvůli slabým výsledkům a vysoké konkurenci byl v roce 2012 z ruské reprezentace vyřazen.

### Výsledky v judu
| Turnaj             | Rusko      | Rusko      | Rusko      | Kazachstán | Kazachstán | Rusko      |
| Turnaj             | 2004       | 2005       | 2006       | 2007       | 2008       | 2009       |
| Turnaj             | 17*        | 18*        | 19*        | 20*        | 21*        | 22*        |
| Turnaj             | těžká váha | těžká váha | těžká váha | těžká váha | těžká váha | těžká váha |
| ------------------ | ---------- | ---------- | ---------- | ---------- | ---------- | ---------- |
| Olympijské hry     | —          |            |            |            | —          |            |
| Mistrovství světa  |            | —          |            | úč.        |            | —          |
| Mistrovství Evropy | —          | —          | —          | —          | —          | —          |
| ME do 23 let       | —          | —          | —          | —          | —          | 1.         |
| MS juniorů         | —          |            | —          |            |            |            |
| ME juniorů         | úč.        | 2.         | 7.         |            |            |            |